# Sovrani della Frisia Orientale

Stemma dei Frisoni Orientali

I Conti e Principi della Frisia Orientale della nobile famiglia Frisone Orientale dei Cirksena discendenti da una linea di capi tribù Frisone Orientali di Greetsiel. La contea venne alla luce quando l'imperatore Federico III elevò Ulrico I, il figlio di un capo locale, al rango di conte del Sacro Romano Impero nel 1464.
Il sovrano più importante del Casato di Cirksena fu Edzardo il Grande (1462–1528), sotto la cui guida la contea imperiale della Frisia orientale raggiunse la sua massima estensione. Durante il suo regno la riforma protestante si diffuse in tutta la Frisia orientale.
Nel 1654 i Cirksena furono elevati a principi dall'imperatore. Carlo Edzardo, l'ultimo sovrano del Casato di Cirksena, morì senza prole durante la notte del 25/26 maggio 1744 (come riferito da un bicchiere di latticello, che si dice abbia bevuto dopo una battuta di caccia). Subito dopo, la contea passò a Re Federico II di Prussia.
| | Ulrico I (*intorno al 1408; †25 o 26 settembre 1466)   | 1464–1466 | Conte                                | Primo Conte della Frisia Orientale. L'Imperatore Federico III elevò Ulrico al rango di conte del Sacro Romano Impero nel 1464 |
| Reggenza di Theda Ukena (1466-1480)                                                                     |                                                        |           |                                      | |
| | Enno I ()                                              |           | Conte                                | Non ebbe discendenti. La contea andò a suo fratello                                                                           |
| | Edzardo il Grande (*1461; †14 febbraio 1528)           | 1491–1528 | Conte                                | Figlio di Ulrico I e Theda Ukena.                                                                                             |
| | Enno II (*1505; †24 settembre 1540)                    | 1528–1540 | Conte                                | Figlio di Edzardo I. |
| | Giovanni II (*29 settembre 1538; †29 settembre 1591)   | 1561–1591 | Conte                                | Figlio di Enno II che regnò insieme a suo fratello Edzardo II.                                                                |
| | Edzardo II (*24 giugno 1532; †1º marzo 1599)           | 1561–1599 | Conte                                | Figlio di Enno II. |
| | Enno III (*30 settembre 1563; †19 agosto 1625)         | 1599–1625 | Conte                                | Figlio di Edzardo II. |
| | Rodolfo Cristiano (*2 giugno 1602; †17 aprile 1628)    | 1625–1628 | Conte                                | Figlio di Enno III. |
| | Ulrico II (*6 luglio 1605; †1º novembre 1648)          | 1628–1648 | Conte                                | Figlio di Enno III. |
| | Enno Luigi (*29 ottobre 1632; †4 aprile 1660)          | 1651–1660 | Conte, dopo il 1654 Fürst (Principe) | Figlio di Ulrico II. |
| | Giorgio Cristiano (*6 febbraio 1634; †6 giugno 1665)   | 1660–1665 | Fürst (Principe)                     | Secondo figlio maschio di Ulrico II.                                                                                          |
| | Cristiano Eberardo (*1º ottobre 1665; †30 giugno 1708) | 1690–1708 | Fürst (Principe)                     | Figlio di Giorgio Cristiano.                                                                                                  |
| | Giorgio Alberto (*13 giugno 1690; †12 giugno 1734)     | 1708–1734 | Fürst (Principe)                     | Figlio di Cristiano Eberardo.                                                                                                 |
| | Carlo Edzardo (*18 giugno 1716; †25 maggio 1744)       | 1734–1744 | Fürst (Principe)                     | Figlio di Giorgio Alberto ed ultimo Principe Imperiale della Frisia Orientale del Casato di Cirksena. Morì senza figli.       |
| Dopo la morte dell'ultimo Principe della Frisia Orientale, la contea passò a Re Federico II di Prussia. |                                                        |           |                                      | |